# Ducado de Lerma
El ducado de Lerma es un título nobiliario español creado el 11 de noviembre de 1599 por el rey Felipe III de España y otorgado al v marqués de Denia y iv conde de Lerma, Francisco Gómez de Sandoval-Rojas y Borja.
El 2 de diciembre de 1726 Felipe V de España concedió la Grandeza de España de Primera Clase a favor del título.

## Denominación
Su denominación hace referencia al municipio de Lerma, siendo esta villa burgalesa cabeza de los estados integrados en este ducado.

## Lista de los duques de Lerma
|                         | Titular                                                        | Periodo                 |
| Creación por Felipe III | Creación por Felipe III                                        | Creación por Felipe III |
| ----------------------- | -------------------------------------------------------------- | ----------------------- |
| i                       | Francisco Gómez de Sandoval y Rojas                            | 1599-1625               |
| ii                      | Francisco Gómez de Sandoval y Rojas                            | 1625-1635               |
| iii                     | Mariana Isabel de Sandoval y Rojas                             | 1635-1651               |
| iv                      | Ambrosio de Aragón y Sandoval                                  | 1651-1659               |
| v                       | Diego Gómez de Sandoval y Rojas                                | 1660-1668               |
| vi                      | Catalina de Mendoza y Sandoval                                 | 1668-1686               |
| vii                     | Gregorio de Silva y Mendoza                                    | 1686-1693               |
| viii                    | Juan de Dios de Silva Mendoza y Sandoval                       | 1693-1737               |
| ix                      | María Francisca de Silva Mendoza y Sandoval                    | 1737-1770               |
| x                       | Pedro de Alcántara de Toledo Silva Mendoza y Sandoval          | 1770-1790               |
| xi                      | Pedro de Alcántara de Toledo Silva Mendoza y Salm-Salm         | 1790-1841               |
| xii                     | Pedro de Alcántara Téllez-Girón y Beaufort Spontin             | 1841-1844               |
| xiii                    | Mariano Téllez-Girón y Beaufort Spontin                        | 1844-1882               |
| xiv                     | Fernando Fernández de Córdoba y Pérez de Barradas              | 1887-1936               |
| xv                      | María de la Paz Fernández de Córdoba y Fernández de Henestrosa | 1952-1998               |
| xvi                     | Fernando Larios y Fernández de Córdoba                         | 2000-actualidad         |

## Historia de los duques de Lerma

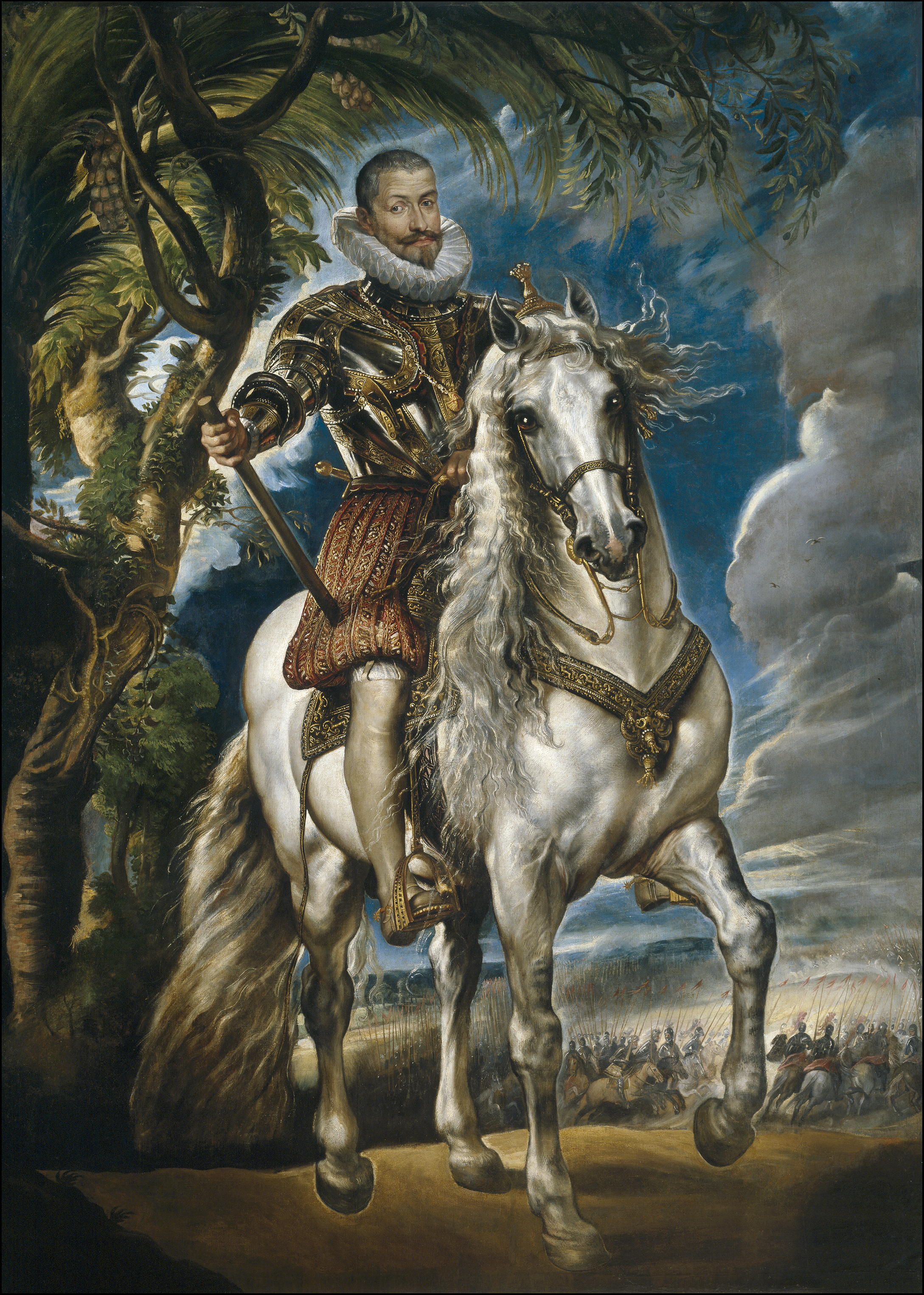
Francisco Gómez de Sandoval y Rojas, I duque de Lerma. Obra de Rubens.

- Francisco Gómez de Sandoval y Rojas (m. 17 de mayo de 1625), VIII conde y I duque de Lerma, V marqués de Denia,[1] I conde de Ampudia, primer ministro de la monarquía, virrey de Valencia y cardenal, casado el 11 de mayo de 1576 con Catalina de la Cerda (m. 2 de junio de 1603).  Le sucedió su nieto.
- Francisco Gómez de Sandoval y Rojas (m. 13 de noviembre de 1635), II duque de Lerma.  Se casó el 29 de noviembre de 1612 con Feliche Enríquez de Cabrera.[1]  Le sucedió su hija.
- Mariana Isabel de Sandoval y Rojas (m. 12 de marzo de 1651), III duquesa de Lerma.  Contrajo matrimonio el 21 de octubre de 1630 con Luis Raimundo de Aragón, VI duque de Segorbe.[1]  Le sucedió su hijo.
- Ambrosio de Aragón y Sandoval (m. 29 de diciembre de 1659), IV duque de Lerma. Le sucedió su tío.[1]
- Diego Gómez de Sandoval y Rojas (m. 9 de julio de 1668), V duque de Lerma, casado el 9 de julio de 1668 con Leonor de Aragón y Monroy, II marquesa de Castañeda. Le sucedió su hermana.[1]
- Catalina de Mendoza y Sandoval (m. 19 de julio de 1686), VI duquesa de Lerma y VIII duquesa del Infantado.[1]  Se casó con Rodrigo Díaz de Vivar de Silva y Mendoza, IV duque de Pastrana.  Le sucedió su hijo.
- Gregorio de Silva Mendoza y Sandoval (Pastrana, 24 de abril de 1649-Madrid, 15 de agosto de 1693),[2] VII duque de Lerma,[1] IX duque del Infantado,V duque de Pastrana, etc.[2] Contrajo matrimonio con María de Haro y Guzmán, hija del marqués del Carpio, duque de Montoro, conde-duque de Olivares, y marqués de Heliche.[2] Le sucedió su hijo.
- Juan de Dios de Silva Mendoza y Sandoval (m. 19 de diciembre de 1737), VIII duque de Lerma, X duque del Infantado, etc.[3] Contrajo matrimonio el 3 de septiembre de 1704 con María Teresa Gutiérrez de los Ríos.[4]  Le sucedió su hija.[3]
- María Francisca de Silva Mendoza y Sandoval (m.  de febrero de 1770), IX duquesa de Lerma y XI duquesa del Infantado, casada el 10 de enero de 1724 con Miguel de Toledo y Pimentel, IX marqués de Távara. Le sucedió su hijo.[5]
- Pedro de Alcántara de Toledo Silva Mendoza y Sandoval (m. 1 de junio de 1790), X duque de Lerma y XII duque del Infantado.[6] Se casó en primeras nupcias el 10 de diciembre de 1758 con Francisca Javiera de Velasco y Tovar  Contrajo un segundo matrimonio el 6 de noviembre de 1758 con la princesa Mariana de Salm-Salm.[6]  Le sucedió su hijo del segundo matrimonio.
- Pedro de Alcántara de Toledo Silva Mendoza y Salm-Salm (m. 27 de noviembre de 1841), XI duque de Lerma y XIII duque del Infantado. Le sucedió su sobrino.[5]
- Pedro de Alcántara Téllez-Girón y Beaufort Spontin (m. 29 de agosto de 1884), XII duque de Lerma, XI duque de Osuna y XIV duque del Infantado. Le sucedió su hermano.[5]
- Mariano Téllez-Girón y Beaufort (m. 2 de junio de 1882), XIII duque de Lerma, XII duque de Pastrana, XV duque del Infantado, XII duque de Osuna.[7] Se casó el 29 de enero de 1866 con la princesa Eleonore de Salm-Salm.  Le sucedió su primo.[8]

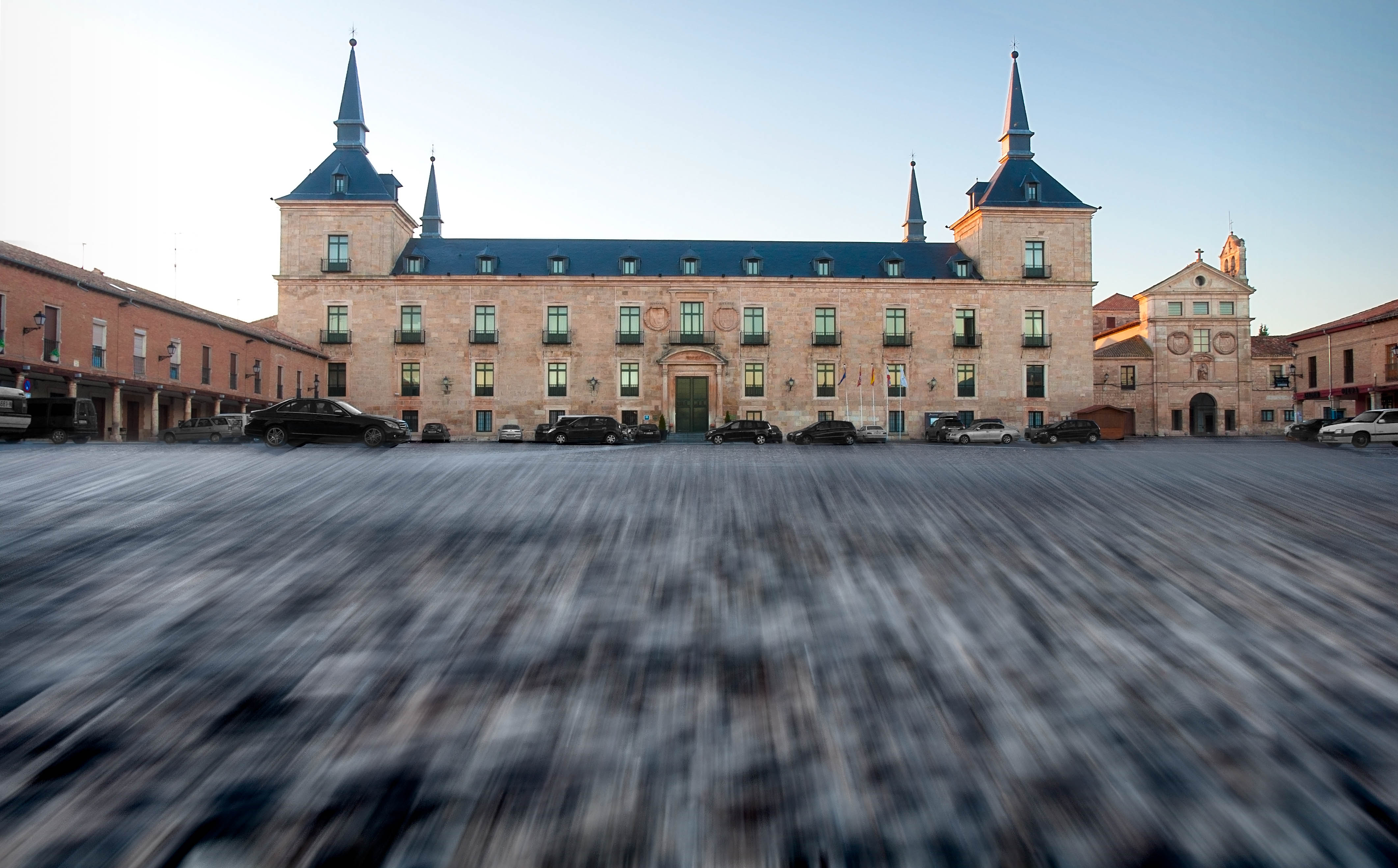
Palacio ducal de Lerma

- Fernando Fernández de Córdoba y Pérez de Barradas (Madrid, 12 de junio de 1860-10 de septiembre de 1936), XIV duque de Lerma,[9] tercer varón y quinto hijo de Luis Tomás Fernández de Córdoba y Ponce de León, XV duque de Medinaceli, y de Ángela Pérez de Barradas y Bernuy.[9] Se casó  en Sevilla el 2 de febrero de 1918 con María Luisa Bahía y Chacón.[9] Fue asesinado durante la guerra civil española por los milicianos en su domicilio en la calle Goya, n.º 8 en Madrid.[9] Le sucedió su sobrina.[6]
- María de la Paz Fernández de Córdoba y Fernández de Henestrosa (m. 3 de octubre de 1998), XV duquesa de Lerma.[10][6] Se casó el 19 de octubre de 1939 con José Larios y Fernández de Villavicencio.[11] Le sucedió su hijo.[6]
- Fernando Larios y Fernández de Córdoba, XVI y actual duque de Lerma,[12] casado el 5 de septiembre de 1967 con Mónica de Soto y Bertrán de Lis.[6]

## Árbol genealógico
| Duques de Lerma         |
| ----------------------- |
| Titulares Pretendientes |

| | | | | Francisco de Sandoval Rojas, i duque de Lerma (1553-1625)                                                             | |  |  |                                                                                    |                                                                                    |                                                                                    |                                                                                    |                                                                                    |                                                                                    |  |  | | | | | | |  |  |                                                                                                   |                                                                                                   |                                                                                                   |                                                                                                   |                                                                                                   |                                                                                                   |  |  |  |  |  |  |  |  |  |  |  |  |  |  |  |  |
| | | | | | |  |  |                                                                                    |                                                                                    |                                                                                    |                                                                                    |                                                                                    |                                                                                    |  |  | | | | | | |  |  |                                                                                                   |                                                                                                   |                                                                                                   |                                                                                                   |                                                                                                   |                                                                                                   |  |  |  |  |  |  |  |  |  |  |  |  |  |  |  |  |
| | | | | | |  |  |                                                                                    |                                                                                    |                                                                                    |                                                                                    |                                                                                    |                                                                                    |  |  | | | | | | |  |  |                                                                                                   |                                                                                                   |                                                                                                   |                                                                                                   |                                                                                                   |                                                                                                   |  |  |  |  |  |  |  |  |  |  |  |  |  |  |  |  |
| Cristóbal de Sandoval Rojas, i duque de Uceda (1581-1624)                                                             | Cristóbal de Sandoval Rojas, i duque de Uceda (1581-1624)                                                             | Cristóbal de Sandoval Rojas, i duque de Uceda (1581-1624)                                                             | Cristóbal de Sandoval Rojas, i duque de Uceda (1581-1624)                                                             | Cristóbal de Sandoval Rojas, i duque de Uceda (1581-1624)                                                             | Cristóbal de Sandoval Rojas, i duque de Uceda (1581-1624)                                                             |  |  | Diego de Sandoval Rojas, conde de Saldaña († 1632)                                 | Diego de Sandoval Rojas, conde de Saldaña († 1632)                                 | Diego de Sandoval Rojas, conde de Saldaña († 1632)                                 | Diego de Sandoval Rojas, conde de Saldaña († 1632)                                 | Diego de Sandoval Rojas, conde de Saldaña († 1632)                                 | Diego de Sandoval Rojas, conde de Saldaña († 1632)                                 |  |  | | | | | | |  |  |                                                                                                   |                                                                                                   |                                                                                                   |                                                                                                   |                                                                                                   |                                                                                                   |  |  |  |  |  |  |  |  |  |  |  |  |  |  |  |  |
| Cristóbal de Sandoval Rojas, i duque de Uceda (1581-1624)                                                             | Cristóbal de Sandoval Rojas, i duque de Uceda (1581-1624)                                                             | Cristóbal de Sandoval Rojas, i duque de Uceda (1581-1624)                                                             | Cristóbal de Sandoval Rojas, i duque de Uceda (1581-1624)                                                             | Cristóbal de Sandoval Rojas, i duque de Uceda (1581-1624)                                                             | Cristóbal de Sandoval Rojas, i duque de Uceda (1581-1624)                                                             |  |  | Diego de Sandoval Rojas, conde de Saldaña († 1632)                                 | Diego de Sandoval Rojas, conde de Saldaña († 1632)                                 | Diego de Sandoval Rojas, conde de Saldaña († 1632)                                 | Diego de Sandoval Rojas, conde de Saldaña († 1632)                                 | Diego de Sandoval Rojas, conde de Saldaña († 1632)                                 | Diego de Sandoval Rojas, conde de Saldaña († 1632)                                 |  |  | | | | | | |  |  |                                                                                                   |                                                                                                   |                                                                                                   |                                                                                                   |                                                                                                   |                                                                                                   |  |  |  |  |  |  |  |  |  |  |  |  |  |  |  |  |
| | | | | | |  |  |                                                                                    |                                                                                    |                                                                                    |                                                                                    |                                                                                    |                                                                                    |  |  | | | | | | |  |  |                                                                                                   |                                                                                                   |                                                                                                   |                                                                                                   |                                                                                                   |                                                                                                   |  |  |  |  |  |  |  |  |  |  |  |  |  |  |  |  |
| Francisco de Sandoval Rojas, ii duque de Lerma (1598-1635)                                                            | Francisco de Sandoval Rojas, ii duque de Lerma (1598-1635)                                                            | Francisco de Sandoval Rojas, ii duque de Lerma (1598-1635)                                                            | Francisco de Sandoval Rojas, ii duque de Lerma (1598-1635)                                                            | Francisco de Sandoval Rojas, ii duque de Lerma (1598-1635)                                                            | Francisco de Sandoval Rojas, ii duque de Lerma (1598-1635)                                                            |  |  | Rodrigo Díaz de Vivar, vii duque del Infantado (1614-1657)                         | Rodrigo Díaz de Vivar, vii duque del Infantado (1614-1657)                         | Rodrigo Díaz de Vivar, vii duque del Infantado (1614-1657)                         | Rodrigo Díaz de Vivar, vii duque del Infantado (1614-1657)                         | Rodrigo Díaz de Vivar, vii duque del Infantado (1614-1657)                         | Rodrigo Díaz de Vivar, vii duque del Infantado (1614-1657)                         |  |  | Catalina de Sandoval Mendoza, viii duquesa del Infantado, vi duquesa de Lerma (1616-1686)                   | Catalina de Sandoval Mendoza, viii duquesa del Infantado, vi duquesa de Lerma (1616-1686)                   | Catalina de Sandoval Mendoza, viii duquesa del Infantado, vi duquesa de Lerma (1616-1686)                   | Catalina de Sandoval Mendoza, viii duquesa del Infantado, vi duquesa de Lerma (1616-1686)                   | Catalina de Sandoval Mendoza, viii duquesa del Infantado, vi duquesa de Lerma (1616-1686)                   | Catalina de Sandoval Mendoza, viii duquesa del Infantado, vi duquesa de Lerma (1616-1686)                   |  |  | Diego de Sandoval Rojas, v duque de Lerma († 1668)                                                | Diego de Sandoval Rojas, v duque de Lerma († 1668)                                                | Diego de Sandoval Rojas, v duque de Lerma († 1668)                                                | Diego de Sandoval Rojas, v duque de Lerma († 1668)                                                | Diego de Sandoval Rojas, v duque de Lerma († 1668)                                                | Diego de Sandoval Rojas, v duque de Lerma († 1668)                                                |  |  |  |  |  |  |  |  |  |  |  |  |  |  |  |  |
| Francisco de Sandoval Rojas, ii duque de Lerma (1598-1635)                                                            | Francisco de Sandoval Rojas, ii duque de Lerma (1598-1635)                                                            | Francisco de Sandoval Rojas, ii duque de Lerma (1598-1635)                                                            | Francisco de Sandoval Rojas, ii duque de Lerma (1598-1635)                                                            | Francisco de Sandoval Rojas, ii duque de Lerma (1598-1635)                                                            | Francisco de Sandoval Rojas, ii duque de Lerma (1598-1635)                                                            |  |  | Rodrigo Díaz de Vivar, vii duque del Infantado (1614-1657)                         | Rodrigo Díaz de Vivar, vii duque del Infantado (1614-1657)                         | Rodrigo Díaz de Vivar, vii duque del Infantado (1614-1657)                         | Rodrigo Díaz de Vivar, vii duque del Infantado (1614-1657)                         | Rodrigo Díaz de Vivar, vii duque del Infantado (1614-1657)                         | Rodrigo Díaz de Vivar, vii duque del Infantado (1614-1657)                         |  |  | Catalina de Sandoval Mendoza, viii duquesa del Infantado, vi duquesa de Lerma (1616-1686)                   | Catalina de Sandoval Mendoza, viii duquesa del Infantado, vi duquesa de Lerma (1616-1686)                   | Catalina de Sandoval Mendoza, viii duquesa del Infantado, vi duquesa de Lerma (1616-1686)                   | Catalina de Sandoval Mendoza, viii duquesa del Infantado, vi duquesa de Lerma (1616-1686)                   | Catalina de Sandoval Mendoza, viii duquesa del Infantado, vi duquesa de Lerma (1616-1686)                   | Catalina de Sandoval Mendoza, viii duquesa del Infantado, vi duquesa de Lerma (1616-1686)                   |  |  | Diego de Sandoval Rojas, v duque de Lerma († 1668)                                                | Diego de Sandoval Rojas, v duque de Lerma († 1668)                                                | Diego de Sandoval Rojas, v duque de Lerma († 1668)                                                | Diego de Sandoval Rojas, v duque de Lerma († 1668)                                                | Diego de Sandoval Rojas, v duque de Lerma († 1668)                                                | Diego de Sandoval Rojas, v duque de Lerma († 1668)                                                |  |  |  |  |  |  |  |  |  |  |  |  |  |  |  |  |
| Mariana de Sandoval Rojas, duquesa de Segorbe, iii duquesa de Lerma (1614-1651)                                       | Mariana de Sandoval Rojas, duquesa de Segorbe, iii duquesa de Lerma (1614-1651)                                       | Mariana de Sandoval Rojas, duquesa de Segorbe, iii duquesa de Lerma (1614-1651)                                       | Mariana de Sandoval Rojas, duquesa de Segorbe, iii duquesa de Lerma (1614-1651)                                       | Mariana de Sandoval Rojas, duquesa de Segorbe, iii duquesa de Lerma (1614-1651)                                       | Mariana de Sandoval Rojas, duquesa de Segorbe, iii duquesa de Lerma (1614-1651)                                       |  |  |                                                                                    |                                                                                    |                                                                                    |                                                                                    |                                                                                    |                                                                                    |  |  | Gregorio de Silva Mendoza, ix duque del Infantado, vii duque de Lerma (1649-1693)                           | Gregorio de Silva Mendoza, ix duque del Infantado, vii duque de Lerma (1649-1693)                           | Gregorio de Silva Mendoza, ix duque del Infantado, vii duque de Lerma (1649-1693)                           | Gregorio de Silva Mendoza, ix duque del Infantado, vii duque de Lerma (1649-1693)                           | Gregorio de Silva Mendoza, ix duque del Infantado, vii duque de Lerma (1649-1693)                           | Gregorio de Silva Mendoza, ix duque del Infantado, vii duque de Lerma (1649-1693)                           |  |  |                                                                                                   |                                                                                                   |                                                                                                   |                                                                                                   |                                                                                                   |                                                                                                   |  |  |  |  |  |  |  |  |  |  |  |  |  |  |  |  |
| Mariana de Sandoval Rojas, duquesa de Segorbe, iii duquesa de Lerma (1614-1651)                                       | Mariana de Sandoval Rojas, duquesa de Segorbe, iii duquesa de Lerma (1614-1651)                                       | Mariana de Sandoval Rojas, duquesa de Segorbe, iii duquesa de Lerma (1614-1651)                                       | Mariana de Sandoval Rojas, duquesa de Segorbe, iii duquesa de Lerma (1614-1651)                                       | Mariana de Sandoval Rojas, duquesa de Segorbe, iii duquesa de Lerma (1614-1651)                                       | Mariana de Sandoval Rojas, duquesa de Segorbe, iii duquesa de Lerma (1614-1651)                                       |  |  |                                                                                    |                                                                                    |                                                                                    |                                                                                    |                                                                                    |                                                                                    |  |  | Gregorio de Silva Mendoza, ix duque del Infantado, vii duque de Lerma (1649-1693)                           | Gregorio de Silva Mendoza, ix duque del Infantado, vii duque de Lerma (1649-1693)                           | Gregorio de Silva Mendoza, ix duque del Infantado, vii duque de Lerma (1649-1693)                           | Gregorio de Silva Mendoza, ix duque del Infantado, vii duque de Lerma (1649-1693)                           | Gregorio de Silva Mendoza, ix duque del Infantado, vii duque de Lerma (1649-1693)                           | Gregorio de Silva Mendoza, ix duque del Infantado, vii duque de Lerma (1649-1693)                           |  |  |                                                                                                   |                                                                                                   |                                                                                                   |                                                                                                   |                                                                                                   |                                                                                                   |  |  |  |  |  |  |  |  |  |  |  |  |  |  |  |  |
| | | | | | |  |  |                                                                                    |                                                                                    |                                                                                    |                                                                                    |                                                                                    |                                                                                    |  |  | | | | | | |  |  |                                                                                                   |                                                                                                   |                                                                                                   |                                                                                                   |                                                                                                   |                                                                                                   |  |  |  |  |  |  |  |  |  |  |  |  |  |  |  |  |
| Catalina de Aragón, duquesa de Medinaceli, viii duquesa de Segorbe, v duquesa de Lerma (1635-1697)                    | Catalina de Aragón, duquesa de Medinaceli, viii duquesa de Segorbe, v duquesa de Lerma (1635-1697)                    | Catalina de Aragón, duquesa de Medinaceli, viii duquesa de Segorbe, v duquesa de Lerma (1635-1697)                    | Catalina de Aragón, duquesa de Medinaceli, viii duquesa de Segorbe, v duquesa de Lerma (1635-1697)                    | Catalina de Aragón, duquesa de Medinaceli, viii duquesa de Segorbe, v duquesa de Lerma (1635-1697)                    | Catalina de Aragón, duquesa de Medinaceli, viii duquesa de Segorbe, v duquesa de Lerma (1635-1697)                    |  |  | Ambrosio de Aragón, iv duque de Lerma (1650-1659)                                  | Ambrosio de Aragón, iv duque de Lerma (1650-1659)                                  | Ambrosio de Aragón, iv duque de Lerma (1650-1659)                                  | Ambrosio de Aragón, iv duque de Lerma (1650-1659)                                  | Ambrosio de Aragón, iv duque de Lerma (1650-1659)                                  | Ambrosio de Aragón, iv duque de Lerma (1650-1659)                                  |  |  | Juan de Dios de Silva Mendoza, x duque del Infantado, viii duque de Lerma (1672-1737)                       | Juan de Dios de Silva Mendoza, x duque del Infantado, viii duque de Lerma (1672-1737)                       | Juan de Dios de Silva Mendoza, x duque del Infantado, viii duque de Lerma (1672-1737)                       | Juan de Dios de Silva Mendoza, x duque del Infantado, viii duque de Lerma (1672-1737)                       | Juan de Dios de Silva Mendoza, x duque del Infantado, viii duque de Lerma (1672-1737)                       | Juan de Dios de Silva Mendoza, x duque del Infantado, viii duque de Lerma (1672-1737)                       |  |  |                                                                                                   |                                                                                                   |                                                                                                   |                                                                                                   |                                                                                                   |                                                                                                   |  |  |  |  |  |  |  |  |  |  |  |  |  |  |  |  |
| Catalina de Aragón, duquesa de Medinaceli, viii duquesa de Segorbe, v duquesa de Lerma (1635-1697)                    | Catalina de Aragón, duquesa de Medinaceli, viii duquesa de Segorbe, v duquesa de Lerma (1635-1697)                    | Catalina de Aragón, duquesa de Medinaceli, viii duquesa de Segorbe, v duquesa de Lerma (1635-1697)                    | Catalina de Aragón, duquesa de Medinaceli, viii duquesa de Segorbe, v duquesa de Lerma (1635-1697)                    | Catalina de Aragón, duquesa de Medinaceli, viii duquesa de Segorbe, v duquesa de Lerma (1635-1697)                    | Catalina de Aragón, duquesa de Medinaceli, viii duquesa de Segorbe, v duquesa de Lerma (1635-1697)                    |  |  | Ambrosio de Aragón, iv duque de Lerma (1650-1659)                                  | Ambrosio de Aragón, iv duque de Lerma (1650-1659)                                  | Ambrosio de Aragón, iv duque de Lerma (1650-1659)                                  | Ambrosio de Aragón, iv duque de Lerma (1650-1659)                                  | Ambrosio de Aragón, iv duque de Lerma (1650-1659)                                  | Ambrosio de Aragón, iv duque de Lerma (1650-1659)                                  |  |  | Juan de Dios de Silva Mendoza, x duque del Infantado, viii duque de Lerma (1672-1737)                       | Juan de Dios de Silva Mendoza, x duque del Infantado, viii duque de Lerma (1672-1737)                       | Juan de Dios de Silva Mendoza, x duque del Infantado, viii duque de Lerma (1672-1737)                       | Juan de Dios de Silva Mendoza, x duque del Infantado, viii duque de Lerma (1672-1737)                       | Juan de Dios de Silva Mendoza, x duque del Infantado, viii duque de Lerma (1672-1737)                       | Juan de Dios de Silva Mendoza, x duque del Infantado, viii duque de Lerma (1672-1737)                       |  |  |                                                                                                   |                                                                                                   |                                                                                                   |                                                                                                   |                                                                                                   |                                                                                                   |  |  |  |  |  |  |  |  |  |  |  |  |  |  |  |  |
| | | | | | |  |  |                                                                                    |                                                                                    |                                                                                    |                                                                                    |                                                                                    |                                                                                    |  |  | | | | | | |  |  |                                                                                                   |                                                                                                   |                                                                                                   |                                                                                                   |                                                                                                   |                                                                                                   |  |  |  |  |  |  |  |  |  |  |  |  |  |  |  |  |
| Feliche María de la Cerda, marquesa de Priego (1657-1709)                                                             | Feliche María de la Cerda, marquesa de Priego (1657-1709)                                                             | Feliche María de la Cerda, marquesa de Priego (1657-1709)                                                             | Feliche María de la Cerda, marquesa de Priego (1657-1709)                                                             | Feliche María de la Cerda, marquesa de Priego (1657-1709)                                                             | Feliche María de la Cerda, marquesa de Priego (1657-1709)                                                             |  |  | Luis Francisco de la Cerda, ix duque de Medinaceli, vii duque de Lerma (1660-1711) | Luis Francisco de la Cerda, ix duque de Medinaceli, vii duque de Lerma (1660-1711) | Luis Francisco de la Cerda, ix duque de Medinaceli, vii duque de Lerma (1660-1711) | Luis Francisco de la Cerda, ix duque de Medinaceli, vii duque de Lerma (1660-1711) | Luis Francisco de la Cerda, ix duque de Medinaceli, vii duque de Lerma (1660-1711) | Luis Francisco de la Cerda, ix duque de Medinaceli, vii duque de Lerma (1660-1711) |  |  | María Francisca de Silva Mendoza, xi duquesa del Infantado, ix duquesa de Lerma (1707-1770)                 | María Francisca de Silva Mendoza, xi duquesa del Infantado, ix duquesa de Lerma (1707-1770)                 | María Francisca de Silva Mendoza, xi duquesa del Infantado, ix duquesa de Lerma (1707-1770)                 | María Francisca de Silva Mendoza, xi duquesa del Infantado, ix duquesa de Lerma (1707-1770)                 | María Francisca de Silva Mendoza, xi duquesa del Infantado, ix duquesa de Lerma (1707-1770)                 | María Francisca de Silva Mendoza, xi duquesa del Infantado, ix duquesa de Lerma (1707-1770)                 |  |  |                                                                                                   |                                                                                                   |                                                                                                   |                                                                                                   |                                                                                                   |                                                                                                   |  |  |  |  |  |  |  |  |  |  |  |  |  |  |  |  |
| Feliche María de la Cerda, marquesa de Priego (1657-1709)                                                             | Feliche María de la Cerda, marquesa de Priego (1657-1709)                                                             | Feliche María de la Cerda, marquesa de Priego (1657-1709)                                                             | Feliche María de la Cerda, marquesa de Priego (1657-1709)                                                             | Feliche María de la Cerda, marquesa de Priego (1657-1709)                                                             | Feliche María de la Cerda, marquesa de Priego (1657-1709)                                                             |  |  | Luis Francisco de la Cerda, ix duque de Medinaceli, vii duque de Lerma (1660-1711) | Luis Francisco de la Cerda, ix duque de Medinaceli, vii duque de Lerma (1660-1711) | Luis Francisco de la Cerda, ix duque de Medinaceli, vii duque de Lerma (1660-1711) | Luis Francisco de la Cerda, ix duque de Medinaceli, vii duque de Lerma (1660-1711) | Luis Francisco de la Cerda, ix duque de Medinaceli, vii duque de Lerma (1660-1711) | Luis Francisco de la Cerda, ix duque de Medinaceli, vii duque de Lerma (1660-1711) |  |  | María Francisca de Silva Mendoza, xi duquesa del Infantado, ix duquesa de Lerma (1707-1770)                 | María Francisca de Silva Mendoza, xi duquesa del Infantado, ix duquesa de Lerma (1707-1770)                 | María Francisca de Silva Mendoza, xi duquesa del Infantado, ix duquesa de Lerma (1707-1770)                 | María Francisca de Silva Mendoza, xi duquesa del Infantado, ix duquesa de Lerma (1707-1770)                 | María Francisca de Silva Mendoza, xi duquesa del Infantado, ix duquesa de Lerma (1707-1770)                 | María Francisca de Silva Mendoza, xi duquesa del Infantado, ix duquesa de Lerma (1707-1770)                 |  |  |                                                                                                   |                                                                                                   |                                                                                                   |                                                                                                   |                                                                                                   |                                                                                                   |  |  |  |  |  |  |  |  |  |  |  |  |  |  |  |  |
| Nicolás Fernández de Córdoba, x duque de Medinaceli, viii duque de Lerma (1682-1739)                                  | Nicolás Fernández de Córdoba, x duque de Medinaceli, viii duque de Lerma (1682-1739)                                  | Nicolás Fernández de Córdoba, x duque de Medinaceli, viii duque de Lerma (1682-1739)                                  | Nicolás Fernández de Córdoba, x duque de Medinaceli, viii duque de Lerma (1682-1739)                                  | Nicolás Fernández de Córdoba, x duque de Medinaceli, viii duque de Lerma (1682-1739)                                  | Nicolás Fernández de Córdoba, x duque de Medinaceli, viii duque de Lerma (1682-1739)                                  |  |  |                                                                                    |                                                                                    |                                                                                    |                                                                                    |                                                                                    |                                                                                    |  |  | Pedro de Alcántara Álvarez de Toledo, xii duque del Infantado, x duque de Lerma (1729-1790)                 | Pedro de Alcántara Álvarez de Toledo, xii duque del Infantado, x duque de Lerma (1729-1790)                 | Pedro de Alcántara Álvarez de Toledo, xii duque del Infantado, x duque de Lerma (1729-1790)                 | Pedro de Alcántara Álvarez de Toledo, xii duque del Infantado, x duque de Lerma (1729-1790)                 | Pedro de Alcántara Álvarez de Toledo, xii duque del Infantado, x duque de Lerma (1729-1790)                 | Pedro de Alcántara Álvarez de Toledo, xii duque del Infantado, x duque de Lerma (1729-1790)                 |  |  |                                                                                                   |                                                                                                   |                                                                                                   |                                                                                                   |                                                                                                   |                                                                                                   |  |  |  |  |  |  |  |  |  |  |  |  |  |  |  |  |
| Nicolás Fernández de Córdoba, x duque de Medinaceli, viii duque de Lerma (1682-1739)                                  | Nicolás Fernández de Córdoba, x duque de Medinaceli, viii duque de Lerma (1682-1739)                                  | Nicolás Fernández de Córdoba, x duque de Medinaceli, viii duque de Lerma (1682-1739)                                  | Nicolás Fernández de Córdoba, x duque de Medinaceli, viii duque de Lerma (1682-1739)                                  | Nicolás Fernández de Córdoba, x duque de Medinaceli, viii duque de Lerma (1682-1739)                                  | Nicolás Fernández de Córdoba, x duque de Medinaceli, viii duque de Lerma (1682-1739)                                  |  |  |                                                                                    |                                                                                    |                                                                                    |                                                                                    |                                                                                    |                                                                                    |  |  | Pedro de Alcántara Álvarez de Toledo, xii duque del Infantado, x duque de Lerma (1729-1790)                 | Pedro de Alcántara Álvarez de Toledo, xii duque del Infantado, x duque de Lerma (1729-1790)                 | Pedro de Alcántara Álvarez de Toledo, xii duque del Infantado, x duque de Lerma (1729-1790)                 | Pedro de Alcántara Álvarez de Toledo, xii duque del Infantado, x duque de Lerma (1729-1790)                 | Pedro de Alcántara Álvarez de Toledo, xii duque del Infantado, x duque de Lerma (1729-1790)                 | Pedro de Alcántara Álvarez de Toledo, xii duque del Infantado, x duque de Lerma (1729-1790)                 |  |  |                                                                                                   |                                                                                                   |                                                                                                   |                                                                                                   |                                                                                                   |                                                                                                   |  |  |  |  |  |  |  |  |  |  |  |  |  |  |  |  |
| | | | | | |  |  |                                                                                    |                                                                                    |                                                                                    |                                                                                    |                                                                                    |                                                                                    |  |  | | | | | | |  |  |                                                                                                   |                                                                                                   |                                                                                                   |                                                                                                   |                                                                                                   |                                                                                                   |  |  |  |  |  |  |  |  |  |  |  |  |  |  |  |  |
| Luis Antonio Fernández de Córdoba, XI duque de Medinaceli, ix duque de Lerma (1704-1768)                              | Luis Antonio Fernández de Córdoba, XI duque de Medinaceli, ix duque de Lerma (1704-1768)                              | Luis Antonio Fernández de Córdoba, XI duque de Medinaceli, ix duque de Lerma (1704-1768)                              | Luis Antonio Fernández de Córdoba, XI duque de Medinaceli, ix duque de Lerma (1704-1768)                              | Luis Antonio Fernández de Córdoba, XI duque de Medinaceli, ix duque de Lerma (1704-1768)                              | Luis Antonio Fernández de Córdoba, XI duque de Medinaceli, ix duque de Lerma (1704-1768)                              |  |  |                                                                                    |                                                                                    |                                                                                    |                                                                                    |                                                                                    |                                                                                    |  |  | Leopoldina Álvarez de Toledo, duquesa de Beaufort Spontin (1760-1792)                                       | Leopoldina Álvarez de Toledo, duquesa de Beaufort Spontin (1760-1792)                                       | Leopoldina Álvarez de Toledo, duquesa de Beaufort Spontin (1760-1792)                                       | Leopoldina Álvarez de Toledo, duquesa de Beaufort Spontin (1760-1792)                                       | Leopoldina Álvarez de Toledo, duquesa de Beaufort Spontin (1760-1792)                                       | Leopoldina Álvarez de Toledo, duquesa de Beaufort Spontin (1760-1792)                                       |  |  | Pedro de Alcántara Álvarez de Toledo, xiii duque del Infantado, xi duque de Lerma (1768-1841)     | Pedro de Alcántara Álvarez de Toledo, xiii duque del Infantado, xi duque de Lerma (1768-1841)     | Pedro de Alcántara Álvarez de Toledo, xiii duque del Infantado, xi duque de Lerma (1768-1841)     | Pedro de Alcántara Álvarez de Toledo, xiii duque del Infantado, xi duque de Lerma (1768-1841)     | Pedro de Alcántara Álvarez de Toledo, xiii duque del Infantado, xi duque de Lerma (1768-1841)     | Pedro de Alcántara Álvarez de Toledo, xiii duque del Infantado, xi duque de Lerma (1768-1841)     |  |  |  |  |  |  |  |  |  |  |  |  |  |  |  |  |
| Luis Antonio Fernández de Córdoba, XI duque de Medinaceli, ix duque de Lerma (1704-1768)                              | Luis Antonio Fernández de Córdoba, XI duque de Medinaceli, ix duque de Lerma (1704-1768)                              | Luis Antonio Fernández de Córdoba, XI duque de Medinaceli, ix duque de Lerma (1704-1768)                              | Luis Antonio Fernández de Córdoba, XI duque de Medinaceli, ix duque de Lerma (1704-1768)                              | Luis Antonio Fernández de Córdoba, XI duque de Medinaceli, ix duque de Lerma (1704-1768)                              | Luis Antonio Fernández de Córdoba, XI duque de Medinaceli, ix duque de Lerma (1704-1768)                              |  |  |                                                                                    |                                                                                    |                                                                                    |                                                                                    |                                                                                    |                                                                                    |  |  | Leopoldina Álvarez de Toledo, duquesa de Beaufort Spontin (1760-1792)                                       | Leopoldina Álvarez de Toledo, duquesa de Beaufort Spontin (1760-1792)                                       | Leopoldina Álvarez de Toledo, duquesa de Beaufort Spontin (1760-1792)                                       | Leopoldina Álvarez de Toledo, duquesa de Beaufort Spontin (1760-1792)                                       | Leopoldina Álvarez de Toledo, duquesa de Beaufort Spontin (1760-1792)                                       | Leopoldina Álvarez de Toledo, duquesa de Beaufort Spontin (1760-1792)                                       |  |  | Pedro de Alcántara Álvarez de Toledo, xiii duque del Infantado, xi duque de Lerma (1768-1841)     | Pedro de Alcántara Álvarez de Toledo, xiii duque del Infantado, xi duque de Lerma (1768-1841)     | Pedro de Alcántara Álvarez de Toledo, xiii duque del Infantado, xi duque de Lerma (1768-1841)     | Pedro de Alcántara Álvarez de Toledo, xiii duque del Infantado, xi duque de Lerma (1768-1841)     | Pedro de Alcántara Álvarez de Toledo, xiii duque del Infantado, xi duque de Lerma (1768-1841)     | Pedro de Alcántara Álvarez de Toledo, xiii duque del Infantado, xi duque de Lerma (1768-1841)     |  |  |  |  |  |  |  |  |  |  |  |  |  |  |  |  |
| Pedro de Alcántara Fernández de Córdoba, xii duque de Medinaceli, x duque de Lerma (1730-1789)                        | Pedro de Alcántara Fernández de Córdoba, xii duque de Medinaceli, x duque de Lerma (1730-1789)                        | Pedro de Alcántara Fernández de Córdoba, xii duque de Medinaceli, x duque de Lerma (1730-1789)                        | Pedro de Alcántara Fernández de Córdoba, xii duque de Medinaceli, x duque de Lerma (1730-1789)                        | Pedro de Alcántara Fernández de Córdoba, xii duque de Medinaceli, x duque de Lerma (1730-1789)                        | Pedro de Alcántara Fernández de Córdoba, xii duque de Medinaceli, x duque de Lerma (1730-1789)                        |  |  |                                                                                    |                                                                                    |                                                                                    |                                                                                    |                                                                                    |                                                                                    |  |  | María Francisca de Beaufort Spontin, duquesa de Osuna (1785-1830)                                           | María Francisca de Beaufort Spontin, duquesa de Osuna (1785-1830)                                           | María Francisca de Beaufort Spontin, duquesa de Osuna (1785-1830)                                           | María Francisca de Beaufort Spontin, duquesa de Osuna (1785-1830)                                           | María Francisca de Beaufort Spontin, duquesa de Osuna (1785-1830)                                           | María Francisca de Beaufort Spontin, duquesa de Osuna (1785-1830)                                           |  |  |                                                                                                   |                                                                                                   |                                                                                                   |                                                                                                   |                                                                                                   |                                                                                                   |  |  |  |  |  |  |  |  |  |  |  |  |  |  |  |  |
| Pedro de Alcántara Fernández de Córdoba, xii duque de Medinaceli, x duque de Lerma (1730-1789)                        | Pedro de Alcántara Fernández de Córdoba, xii duque de Medinaceli, x duque de Lerma (1730-1789)                        | Pedro de Alcántara Fernández de Córdoba, xii duque de Medinaceli, x duque de Lerma (1730-1789)                        | Pedro de Alcántara Fernández de Córdoba, xii duque de Medinaceli, x duque de Lerma (1730-1789)                        | Pedro de Alcántara Fernández de Córdoba, xii duque de Medinaceli, x duque de Lerma (1730-1789)                        | Pedro de Alcántara Fernández de Córdoba, xii duque de Medinaceli, x duque de Lerma (1730-1789)                        |  |  |                                                                                    |                                                                                    |                                                                                    |                                                                                    |                                                                                    |                                                                                    |  |  | María Francisca de Beaufort Spontin, duquesa de Osuna (1785-1830)                                           | María Francisca de Beaufort Spontin, duquesa de Osuna (1785-1830)                                           | María Francisca de Beaufort Spontin, duquesa de Osuna (1785-1830)                                           | María Francisca de Beaufort Spontin, duquesa de Osuna (1785-1830)                                           | María Francisca de Beaufort Spontin, duquesa de Osuna (1785-1830)                                           | María Francisca de Beaufort Spontin, duquesa de Osuna (1785-1830)                                           |  |  |                                                                                                   |                                                                                                   |                                                                                                   |                                                                                                   |                                                                                                   |                                                                                                   |  |  |  |  |  |  |  |  |  |  |  |  |  |  |  |  |
| | | | | | |  |  |                                                                                    |                                                                                    |                                                                                    |                                                                                    |                                                                                    |                                                                                    |  |  | | | | | | |  |  |                                                                                                   |                                                                                                   |                                                                                                   |                                                                                                   |                                                                                                   |                                                                                                   |  |  |  |  |  |  |  |  |  |  |  |  |  |  |  |  |
| Luis Fernández de Córdoba, xiii duque de Medinaceli, xi duque de Lerma (1749-1806)                                    | Luis Fernández de Córdoba, xiii duque de Medinaceli, xi duque de Lerma (1749-1806)                                    | Luis Fernández de Córdoba, xiii duque de Medinaceli, xi duque de Lerma (1749-1806)                                    | Luis Fernández de Córdoba, xiii duque de Medinaceli, xi duque de Lerma (1749-1806)                                    | Luis Fernández de Córdoba, xiii duque de Medinaceli, xi duque de Lerma (1749-1806)                                    | Luis Fernández de Córdoba, xiii duque de Medinaceli, xi duque de Lerma (1749-1806)                                    |  |  |                                                                                    |                                                                                    |                                                                                    |                                                                                    |                                                                                    |                                                                                    |  |  | Pedro de Alcántara Téllez-Girón, xi duque de Osuna, xiv duque del Infantado, xii duque de Lerma (1810-1844) | Pedro de Alcántara Téllez-Girón, xi duque de Osuna, xiv duque del Infantado, xii duque de Lerma (1810-1844) | Pedro de Alcántara Téllez-Girón, xi duque de Osuna, xiv duque del Infantado, xii duque de Lerma (1810-1844) | Pedro de Alcántara Téllez-Girón, xi duque de Osuna, xiv duque del Infantado, xii duque de Lerma (1810-1844) | Pedro de Alcántara Téllez-Girón, xi duque de Osuna, xiv duque del Infantado, xii duque de Lerma (1810-1844) | Pedro de Alcántara Téllez-Girón, xi duque de Osuna, xiv duque del Infantado, xii duque de Lerma (1810-1844) |  |  | Mariano Téllez-Girón, xii duque de Osuna, xv duque del Infantado, xiii duque de Lerma (1814-1882) | Mariano Téllez-Girón, xii duque de Osuna, xv duque del Infantado, xiii duque de Lerma (1814-1882) | Mariano Téllez-Girón, xii duque de Osuna, xv duque del Infantado, xiii duque de Lerma (1814-1882) | Mariano Téllez-Girón, xii duque de Osuna, xv duque del Infantado, xiii duque de Lerma (1814-1882) | Mariano Téllez-Girón, xii duque de Osuna, xv duque del Infantado, xiii duque de Lerma (1814-1882) | Mariano Téllez-Girón, xii duque de Osuna, xv duque del Infantado, xiii duque de Lerma (1814-1882) |  |  |  |  |  |  |  |  |  |  |  |  |  |  |  |  |
| Luis Fernández de Córdoba, xiii duque de Medinaceli, xi duque de Lerma (1749-1806)                                    | Luis Fernández de Córdoba, xiii duque de Medinaceli, xi duque de Lerma (1749-1806)                                    | Luis Fernández de Córdoba, xiii duque de Medinaceli, xi duque de Lerma (1749-1806)                                    | Luis Fernández de Córdoba, xiii duque de Medinaceli, xi duque de Lerma (1749-1806)                                    | Luis Fernández de Córdoba, xiii duque de Medinaceli, xi duque de Lerma (1749-1806)                                    | Luis Fernández de Córdoba, xiii duque de Medinaceli, xi duque de Lerma (1749-1806)                                    |  |  |                                                                                    |                                                                                    |                                                                                    |                                                                                    |                                                                                    |                                                                                    |  |  | Pedro de Alcántara Téllez-Girón, xi duque de Osuna, xiv duque del Infantado, xii duque de Lerma (1810-1844) | Pedro de Alcántara Téllez-Girón, xi duque de Osuna, xiv duque del Infantado, xii duque de Lerma (1810-1844) | Pedro de Alcántara Téllez-Girón, xi duque de Osuna, xiv duque del Infantado, xii duque de Lerma (1810-1844) | Pedro de Alcántara Téllez-Girón, xi duque de Osuna, xiv duque del Infantado, xii duque de Lerma (1810-1844) | Pedro de Alcántara Téllez-Girón, xi duque de Osuna, xiv duque del Infantado, xii duque de Lerma (1810-1844) | Pedro de Alcántara Téllez-Girón, xi duque de Osuna, xiv duque del Infantado, xii duque de Lerma (1810-1844) |  |  | Mariano Téllez-Girón, xii duque de Osuna, xv duque del Infantado, xiii duque de Lerma (1814-1882) | Mariano Téllez-Girón, xii duque de Osuna, xv duque del Infantado, xiii duque de Lerma (1814-1882) | Mariano Téllez-Girón, xii duque de Osuna, xv duque del Infantado, xiii duque de Lerma (1814-1882) | Mariano Téllez-Girón, xii duque de Osuna, xv duque del Infantado, xiii duque de Lerma (1814-1882) | Mariano Téllez-Girón, xii duque de Osuna, xv duque del Infantado, xiii duque de Lerma (1814-1882) | Mariano Téllez-Girón, xii duque de Osuna, xv duque del Infantado, xiii duque de Lerma (1814-1882) |  |  |  |  |  |  |  |  |  |  |  |  |  |  |  |  |
| Luis Fernández de Córdoba, xiv duque de Medinaceli, xii duque de Lerma (1780-1840)                                    | | | | | |  |  |                                                                                    |                                                                                    |                                                                                    |                                                                                    |                                                                                    |                                                                                    |  |  | | | | | | |  |  |                                                                                                   |                                                                                                   |                                                                                                   |                                                                                                   |                                                                                                   |                                                                                                   |  |  |  |  |  |  |  |  |  |  |  |  |  |  |  |  |
| | | | | | |  |  |                                                                                    |                                                                                    |                                                                                    |                                                                                    |                                                                                    |                                                                                    |  |  | | | | | | |  |  |                                                                                                   |                                                                                                   |                                                                                                   |                                                                                                   |                                                                                                   |                                                                                                   |  |  |  |  |  |  |  |  |  |  |  |  |  |  |  |  |
| Luis Fernández de Córdoba, xv duque de Medinaceli, xiii duque de Lerma (1813-1873)                                    | | | | | |  |  |                                                                                    |                                                                                    |                                                                                    |                                                                                    |                                                                                    |                                                                                    |  |  | | | | | | |  |  |                                                                                                   |                                                                                                   |                                                                                                   |                                                                                                   |                                                                                                   |                                                                                                   |  |  |  |  |  |  |  |  |  |  |  |  |  |  |  |  |
| | | | | | |  |  |                                                                                    |                                                                                    |                                                                                    |                                                                                    |                                                                                    |                                                                                    |  |  | | | | | | |  |  |                                                                                                   |                                                                                                   |                                                                                                   |                                                                                                   |                                                                                                   |                                                                                                   |  |  |  |  |  |  |  |  |  |  |  |  |  |  |  |  |
| | | | | | |  |  |                                                                                    |                                                                                    |                                                                                    |                                                                                    |                                                                                    |                                                                                    |  |  | | | | | | |  |  |                                                                                                   |                                                                                                   |                                                                                                   |                                                                                                   |                                                                                                   |                                                                                                   |  |  |  |  |  |  |  |  |  |  |  |  |  |  |  |  |
| Luis Fernández de Córdoba, xvi duque de Medinaceli (1851-1879)                                                        | Luis Fernández de Córdoba, xvi duque de Medinaceli (1851-1879)                                                        | Luis Fernández de Córdoba, xvi duque de Medinaceli (1851-1879)                                                        | Luis Fernández de Córdoba, xvi duque de Medinaceli (1851-1879)                                                        | Luis Fernández de Córdoba, xvi duque de Medinaceli (1851-1879)                                                        | Luis Fernández de Córdoba, xvi duque de Medinaceli (1851-1879)                                                        |  |  | Fernando Fernández de Córdoba, xiv duque de Lerma (1860-1936)                      | Fernando Fernández de Córdoba, xiv duque de Lerma (1860-1936)                      | Fernando Fernández de Córdoba, xiv duque de Lerma (1860-1936)                      | Fernando Fernández de Córdoba, xiv duque de Lerma (1860-1936)                      | Fernando Fernández de Córdoba, xiv duque de Lerma (1860-1936)                      | Fernando Fernández de Córdoba, xiv duque de Lerma (1860-1936)                      |  |  | | | | | | |  |  |                                                                                                   |                                                                                                   |                                                                                                   |                                                                                                   |                                                                                                   |                                                                                                   |  |  |  |  |  |  |  |  |  |  |  |  |  |  |  |  |
| Luis Fernández de Córdoba, xvi duque de Medinaceli (1851-1879)                                                        | Luis Fernández de Córdoba, xvi duque de Medinaceli (1851-1879)                                                        | Luis Fernández de Córdoba, xvi duque de Medinaceli (1851-1879)                                                        | Luis Fernández de Córdoba, xvi duque de Medinaceli (1851-1879)                                                        | Luis Fernández de Córdoba, xvi duque de Medinaceli (1851-1879)                                                        | Luis Fernández de Córdoba, xvi duque de Medinaceli (1851-1879)                                                        |  |  | Fernando Fernández de Córdoba, xiv duque de Lerma (1860-1936)                      | Fernando Fernández de Córdoba, xiv duque de Lerma (1860-1936)                      | Fernando Fernández de Córdoba, xiv duque de Lerma (1860-1936)                      | Fernando Fernández de Córdoba, xiv duque de Lerma (1860-1936)                      | Fernando Fernández de Córdoba, xiv duque de Lerma (1860-1936)                      | Fernando Fernández de Córdoba, xiv duque de Lerma (1860-1936)                      |  |  | | | | | | |  |  |                                                                                                   |                                                                                                   |                                                                                                   |                                                                                                   |                                                                                                   |                                                                                                   |  |  |  |  |  |  |  |  |  |  |  |  |  |  |  |  |
| Luis Fernández de Córdoba, xvii duque de Medinaceli (1880-1956)                                                       | | | | | |  |  |                                                                                    |                                                                                    |                                                                                    |                                                                                    |                                                                                    |                                                                                    |  |  | | | | | | |  |  |                                                                                                   |                                                                                                   |                                                                                                   |                                                                                                   |                                                                                                   |                                                                                                   |  |  |  |  |  |  |  |  |  |  |  |  |  |  |  |  |
| | | | | | |  |  |                                                                                    |                                                                                    |                                                                                    |                                                                                    |                                                                                    |                                                                                    |  |  | | | | | | |  |  |                                                                                                   |                                                                                                   |                                                                                                   |                                                                                                   |                                                                                                   |                                                                                                   |  |  |  |  |  |  |  |  |  |  |  |  |  |  |  |  |
| | | | | | |  |  |                                                                                    |                                                                                    |                                                                                    |                                                                                    |                                                                                    |                                                                                    |  |  | | | | | | |  |  |                                                                                                   |                                                                                                   |                                                                                                   |                                                                                                   |                                                                                                   |                                                                                                   |  |  |  |  |  |  |  |  |  |  |  |  |  |  |  |  |
| Victoria Eugenia Fernández de Córdoba, xviii duquesa de Medinaceli (1917-2013) Con sucesión en la casa de Medinaceli. | Victoria Eugenia Fernández de Córdoba, xviii duquesa de Medinaceli (1917-2013) Con sucesión en la casa de Medinaceli. | Victoria Eugenia Fernández de Córdoba, xviii duquesa de Medinaceli (1917-2013) Con sucesión en la casa de Medinaceli. | Victoria Eugenia Fernández de Córdoba, xviii duquesa de Medinaceli (1917-2013) Con sucesión en la casa de Medinaceli. | Victoria Eugenia Fernández de Córdoba, xviii duquesa de Medinaceli (1917-2013) Con sucesión en la casa de Medinaceli. | Victoria Eugenia Fernández de Córdoba, xviii duquesa de Medinaceli (1917-2013) Con sucesión en la casa de Medinaceli. |  |  | María de la Paz Fernández de Córdoba, xv duquesa de Lerma (1919-1998)              | María de la Paz Fernández de Córdoba, xv duquesa de Lerma (1919-1998)              | María de la Paz Fernández de Córdoba, xv duquesa de Lerma (1919-1998)              | María de la Paz Fernández de Córdoba, xv duquesa de Lerma (1919-1998)              | María de la Paz Fernández de Córdoba, xv duquesa de Lerma (1919-1998)              | María de la Paz Fernández de Córdoba, xv duquesa de Lerma (1919-1998)              |  |  | | | | | | |  |  |                                                                                                   |                                                                                                   |                                                                                                   |                                                                                                   |                                                                                                   |                                                                                                   |  |  |  |  |  |  |  |  |  |  |  |  |  |  |  |  |
| Victoria Eugenia Fernández de Córdoba, xviii duquesa de Medinaceli (1917-2013) Con sucesión en la casa de Medinaceli. | Victoria Eugenia Fernández de Córdoba, xviii duquesa de Medinaceli (1917-2013) Con sucesión en la casa de Medinaceli. | Victoria Eugenia Fernández de Córdoba, xviii duquesa de Medinaceli (1917-2013) Con sucesión en la casa de Medinaceli. | Victoria Eugenia Fernández de Córdoba, xviii duquesa de Medinaceli (1917-2013) Con sucesión en la casa de Medinaceli. | Victoria Eugenia Fernández de Córdoba, xviii duquesa de Medinaceli (1917-2013) Con sucesión en la casa de Medinaceli. | Victoria Eugenia Fernández de Córdoba, xviii duquesa de Medinaceli (1917-2013) Con sucesión en la casa de Medinaceli. |  |  | María de la Paz Fernández de Córdoba, xv duquesa de Lerma (1919-1998)              | María de la Paz Fernández de Córdoba, xv duquesa de Lerma (1919-1998)              | María de la Paz Fernández de Córdoba, xv duquesa de Lerma (1919-1998)              | María de la Paz Fernández de Córdoba, xv duquesa de Lerma (1919-1998)              | María de la Paz Fernández de Córdoba, xv duquesa de Lerma (1919-1998)              | María de la Paz Fernández de Córdoba, xv duquesa de Lerma (1919-1998)              |  |  | | | | | | |  |  |                                                                                                   |                                                                                                   |                                                                                                   |                                                                                                   |                                                                                                   |                                                                                                   |  |  |  |  |  |  |  |  |  |  |  |  |  |  |  |  |
| | | | | | |  |  | Fernando Larios, xvi duque de Lerma (n. 1943)                                      |                                                                                    |                                                                                    |                                                                                    |                                                                                    |                                                                                    |  |  | | | | | | |  |  |                                                                                                   |                                                                                                   |                                                                                                   |                                                                                                   |                                                                                                   |                                                                                                   |  |  |  |  |  |  |  |  |  |  |  |  |  |  |  |  |
| | | | | | |  |  |                                                                                    |                                                                                    |                                                                                    |                                                                                    |                                                                                    |                                                                                    |  |  | | | | | | |  |  |                                                                                                   |                                                                                                   |                                                                                                   |                                                                                                   |                                                                                                   |                                                                                                   |  |  |  |  |  |  |  |  |  |  |  |  |  |  |  |  |
| | | | | | |  |  | Ana Maravillas Larios de Soto (n. 1968)                                            |                                                                                    |                                                                                    |                                                                                    |                                                                                    |                                                                                    |  |  | | | | | | |  |  |                                                                                                   |                                                                                                   |                                                                                                   |                                                                                                   |                                                                                                   |                                                                                                   |  |  |  |  |  |  |  |  |  |  |  |  |  |  |  |  |